# Haaren (Noord-Brabant)
Haaren (uitspraakⓘ) is een Nederlands dorp  in de Noord-Brabantse gemeente Oisterwijk. Haaren ligt op een hoogte van negen meter boven NAP.
Tot 1996 was Haaren een zelfstandige gemeente, ze werd toen samengevoegd met de gemeenten Esch en Helvoirt, in 1997 aangevuld met het dorp Biezenmortel dat daarvoor tot de gemeente Udenhout behoorde. Voor deze nieuwe gemeente werd voor de naam Haaren gekozen nadat was besloten daar het gemeentehuis te vestigen. Sinds 1 januari 2021 behoort het dorp Haaren, na een nieuwe herindeling van gemeenten, tot de gemeente Oisterwijk.

## Toponymie
De naam Haaren heeft betrekking op met struikgewas begroeide hoogtes in een heideveld.

## Geschiedenis
Archeologische vondsten uit de prehistorie en de Romeinse tijd tonen reeds bewoning in dit gebied aan. De oudste kern van het dorp was de buurtschap Belvert. In 1147 werd het dorp voor het eerst schriftelijk vermeld; er was toen reeds een kerk die de dochterkerk van de parochie Moergestel was. In Belvert bestond de Sint-Martinuskapel die in 1380 voor het eerst werd vermeld. Mogelijk werd deze heilige reeds omstreeks 1100 in Belvert vereerd.
Kasteel Nemerlaer werd voor het eerst vernoemd in 1303.
In 1813 telde Haaren 1046 inwoners, een aantal dat steeg via 1653 in 1850 en 1786 in 1900 tot 2712 inwoners in 1950, 5000 in 1980 en 5555 in 2000. Daarna zakte het aantal inwoners naar 5437 in 2011. Op 1 januari 2023 steeg het aantal inwoners weer naar 6.000.
Haaren leefde vanouds van de landbouw, maar tegenwoordig zijn er veel boomkwekerijen en bestaat er een zorginstelling waar 200 mensen werken.

## Bezienswaardigheden

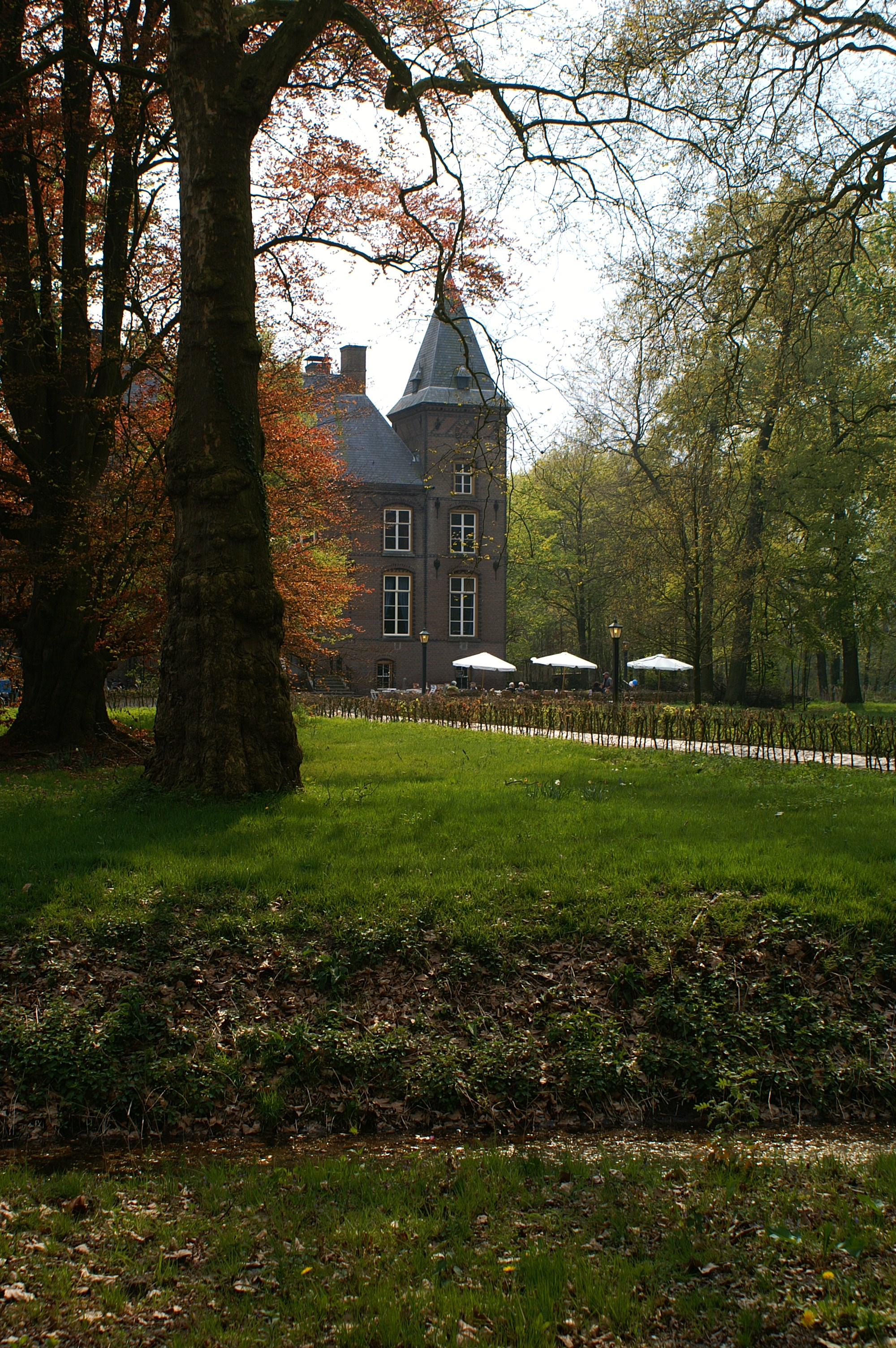
Nemerlaer-Haaren

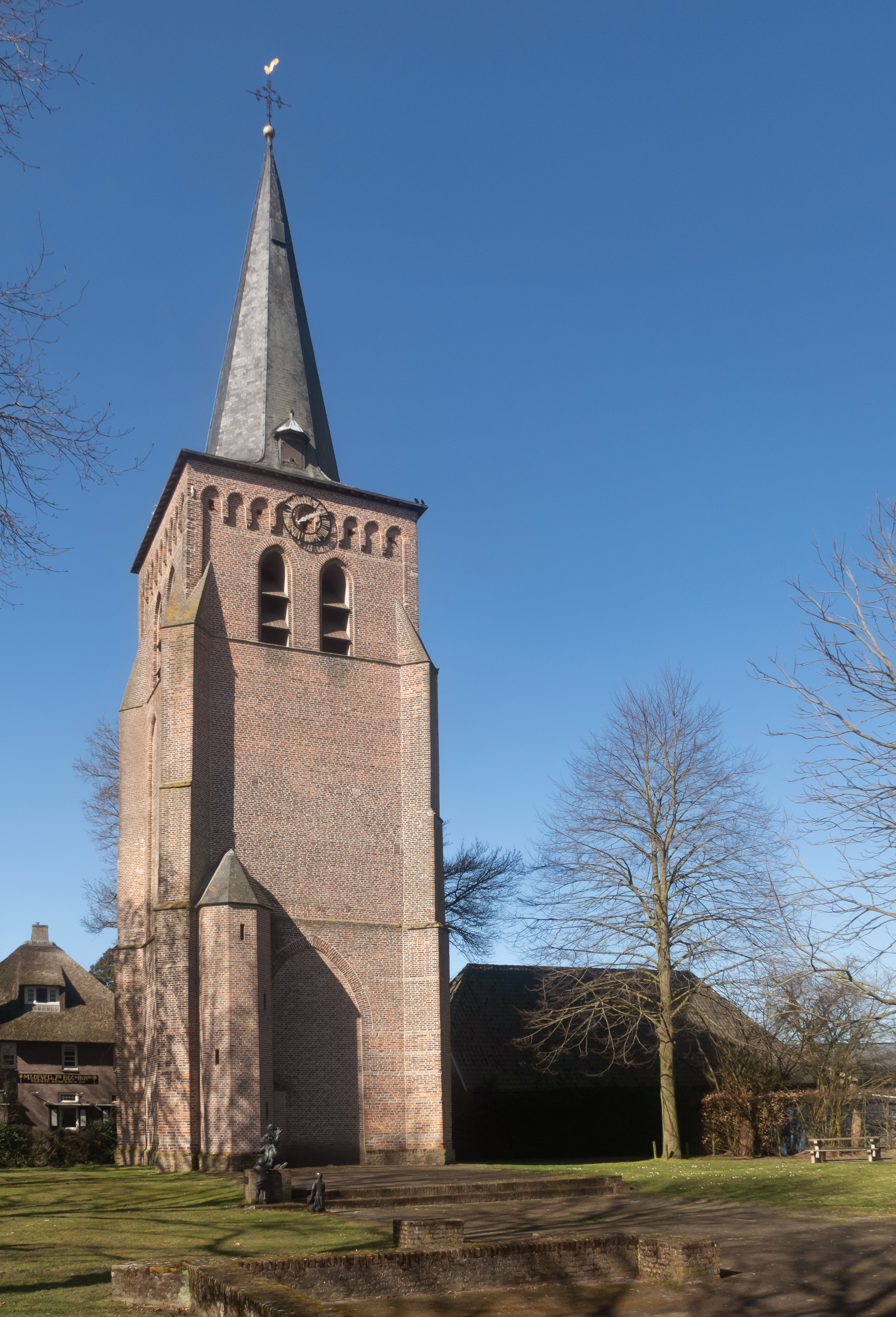
Haaren, toren (overblijfsel van de middeleeuwse Sint Lambertuskerk)

- Haarendael, het vroegere bisschoppelijk grootseminarie, opgericht in 1839. Hier werd onder andere Peerke Donders tot priester opgeleid. Tijdens de Tweede Wereldoorlog was dit een interneringskamp annex gevangenis (zie kamp Haaren). Burgemeesters en andere vooraanstaande burgers werden er gegijzeld. Daarnaast werden hier geheim agenten gevangengehouden die waren gearresteerd in het kader van het Englandspiel, onder wie marconist Huub Lauwers. Het complex bevat een kapel uit 1939, ontworpen door Marinus Jan Granpré Molière.
- Kasteel Nemerlaer, oorspronkelijk stammend uit de 14e eeuw, wordt onder meer gebruikt voor culturele activiteiten. In het souterrain bevindt zich een horecagelegenheid. Ook is het kasteel een trouwlocatie voor de gemeente Oisterwijk. Stichting Kasteel Nemerlaer heeft sinds 1968 het kasteel in beheer en heeft het gerestaureerd na ruim 70 jaar leegstand. De bijgebouwen zijn in gebruik bij Het Brabants Landschap.
- Oude Toren, uit 1472.
- Huize Gerra, een bisschoppelijk paleis uit 1853
- Sint-Lambertuskerk uit 1913
- Talrijke oude boerderijen, zoals aan het Holleneind, de Tempeliersweg en de Pastoor Jansenstraat. Van sommige boerderijen gaat de geschiedenis tot de 17e eeuw terug.[bron?]

Monumenten
Zie ook:
- Lijst van rijksmonumenten in Haaren (plaats)
- Lijst van gemeentelijke monumenten in Haaren

## Natuur en landschap
Ten zuiden van Haaren ligt het dal van de brede Esschestroom, waar de kleinere Rosep in uitmondt. Direct ten oosten van de kom van Haaren loopt bovendien de Ruijsbossche Waterloop, die bij Helvoirt als Broekleij haar weg vervolgt.
Hoewel Haaren voor een groot deel omringd wordt door land- en tuinbouwgebied zijn er ook natuurgebieden, waarvan Landgoed Nemelaer het belangrijkste is. Dit sluit naar het zuiden toe aan op de Oisterwijkse Bossen en Vennen en op de Kampina. In westelijke richting vindt men het natuurgebied Leemkuilen.

## Naburige kernen
Biezenmortel, Helvoirt, Esch, Oisterwijk

## Geboren
- Geert Hüsstege (1929-2017), auteur, illustrator en fotograaf
- Geert Hüsstege (1967), kunstschilder, iconograaf en restaurateur
- Wil van Pinxteren (1955), politicus